# Ільїна Віра Сергіївна
Ільїна Віра Сергіївна (20 лютого 1974) — російська стрибунка у воду.
Олімпійська чемпіонка 2000 року, призерка 2004 року, учасниця 1992, 1996 років.
Призерка Чемпіонату світу з водних видів спорту 1994, 2003 років.
Чемпіонка Європи з водних видів спорту 1995, 1997 років, призерка 1991, 1993 років.